# 1990-es Formula–1 japán nagydíj
A japán nagydíj volt az 1990-es Formula–1 világbajnokság tizenötödik futama.

## Futam
A japán nagydíj előtt Nannini helikopter-balesetet szenvedett és sérülései miatt kénytelen volt befejezni Formula–1-es karrierjét. A Benettonnál Roberto Morenót ültették a helyére. Visszavonult a sportágtól az EuroBrun és a Life csapat, így az előkvalifikáció szükségtelenné vált.
Az időmérésen Sennáé lett a pole Prost, Mansell és Berger előtt. Senna ennek ellenére nem volt boldog, mivel az első rajtkocka a pálya poros oldalán helyezkedett el. Jean Marie Balestre, az FIA elnöke azonban megtagadta a változtatást. Ezek után úgy döntött, senkit sem fog maga elé engedni az első kanyarban.
Prost ezt nem tudta, és a rajt után elsőként ért az első kanyarba. Senna autójának bal oldala Prost hátsó szárnyához ért, ezzel mindketten kicsúsztak a kavicságyba és kiestek a versenyben. A bajnoki cím sorsa így eldőlt, Senna javára. A versenyt Berger vezette Mansell, Piquet és Moreno előtt. A 2. kör elején Berger kicsúszott és kiesett, így Mansell vezetett a két Benetton előtt. A brit 15 másodperces előnnyel állt ki a boxba a 27. körben, majd tengelytörés miatt kiesett. Ezzel bebiztosította a konstruktőri címét a McLaren. A Benettonok és Szuzuki nem álltak ki. Patrese és Boutsen kerékcseréje után Szuzuki mögé érkeztek vissza. Piquet győzött Moreno előtt, így a Benetton kettős győzelmet szerzett, a japán Szuzuki Aguri a harmadik helyen ért célba a Larrousse-Lamborghinivel. Patrese negyedik, Boutsen ötödik, Nakadzsima hatodik lett.
|         | Rsz. | Versenyző          | Csapat                | Körök | Idő/Kiesések | Rajthely | Pontok |
| ------- | ---- | ------------------ | --------------------- | ----- | ------------ | -------- | ------ |
| 1       | 20   | Nelson Piquet      | Benetton-Ford         | 53    | 1:34:36,824  | 6        | 9      |
| 2       | 19   | Roberto Moreno     | Benetton-Ford         | 53    | +7,223       | 8        | 6      |
| 3       | 30   | Szuzuki Aguri      | Larrousse-Lamborghini | 53    | +22,469      | 9        | 4      |
| 4       | 6    | Riccardo Patrese   | Williams-Renault      | 53    | +36,258      | 7        | 3      |
| 5       | 5    | Thierry Boutsen    | Williams-Renault      | 53    | +46,884      | 5        | 2      |
| 6       | 3    | Nakadzsima Szatoru | Tyrrell-Ford          | 53    | +1:12,350    | 13       | 1      |
| 7       | 25   | Nicola Larini      | Ligier-Ford           | 52    | +1 kör       | 17       |        |
| 8       | 23   | Pierluigi Martini  | Minardi-Ford          | 52    | +1 kör       | 10       |        |
| 9       | 10   | Alex Caffi         | Arrows-Ford           | 52    | +1 kör       | 23       |        |
| 10      | 26   | Philippe Alliot    | Ligier-Ford           | 52    | +1 kör       | 25       |        |
| Kiesett | 11   | Derek Warwick      | Lotus-Lamborghini     | 38    | Váltó        | 11       |        |
| Kiesett | 12   | Johnny Herbert     | Lotus-Lamborghini     | 31    | Motorhiba    | 12       |        |
| Kiesett | 9    | Michele Alboreto   | Arrows-Ford           | 28    | Motorhiba    | 24       |        |
| Kiesett | 2    | Nigel Mansell      | Ferrari               | 26    | Erőátvitel   | 3        |        |
| Kiesett | 21   | Emanuele Pirro     | Dallara-Ford          | 24    | Generátor    | 19       |        |
| Kiesett | 29   | Éric Bernard       | Larrousse-Lamborghini | 24    | Motorhiba    | 18       |        |
| Kiesett | 24   | Gianni Morbidelli  | Minardi-Ford          | 18    | Kicsúszás    | 20       |        |
| Kiesett | 16   | Ivan Capelli       | Leyton House-Judd     | 16    | Gyújtás      | 14       |        |
| Kiesett | 22   | Andrea de Cesaris  | Dallara-Ford          | 13    | Kicsúszás    | 26       |        |
| Kiesett | 15   | Maurício Gugelmin  | Leyton House-Judd     | 5     | Motorhiba    | 16       |        |
| Kiesett | 7    | David Brabham      | Brabham-Judd          | 5     | Kuplung      | 21       |        |
| Kiesett | 28   | Gerhard Berger     | McLaren-Honda         | 1     | Kicsúszás    | 4        |        |
| Kiesett | 27   | Ayrton Senna       | McLaren-Honda         | 0     | Ütközés      | 1        |        |
| Kiesett | 1    | Alain Prost        | Ferrari               | 0     | Ütközés      | 2        |        |
| Kiesett | 8    | Stefano Modena     | Brabham-Judd          | 0     | Ütközés      | 22       |        |
| NI      | 4    | Jean Alesi         | Tyrrell-Ford          |       | Rosszullét   | 7        |        |
| NK      | 14   | Olivier Grouillard | Osella-Ford           |       |              |          |        |
| NK      | 17   | Gabriele Tarquini  | AGS-Ford              |       |              |          |        |
| NK      | 18   | Yannick Dalmas     | AGS-Ford              |       |              |          |        |
| NK      | 31   | Bertrand Gachot    | Coloni-Ford           |       |              |          |        |

## Statisztikák
Vezető helyen:
- Gerhard Berger: 1 (1)
- Nigel Mansell: 25 (2-26)
- Nelson Piquet: 27 (27-53)

Nelson Piquet 21. győzelme, Ayrton Senna 51. (R) pole-pozíciója, Riccardo Patrese 8. leggyorsabb köre.
- Benetton 3. győzelme.